# Strok
Strok (lat. legumen) je plod rastlin iz družine stročnic. Je posebna oblika mešička, ki se ne odpira samo po trebušnem šivu, ampak tudi po hrbtnem. Šiva sta osrednji žili plodnega lista.
Strok je lahko včasih zaprt, kot je to pri arašidu (Arachis), ali pa ga lahko raznese, kot je to na primer pri volčjem bobu (Lupinus), ko se steni stroka sunkovito zvijeta navzven in izvržeta semena.
Stroki so lahko suhi ali mesnati, napihnjeni ali stisnjeni, krilati ali ne, različnih barv in velikosti. Vsebujejo lahko eno seme ali pa več.
Posebne oblike stroka so:
- dvodelni strok (Adenocarpus),
- večdelni ali členasti strok (Coronilla) – prečno razpade na enosemenske delčke,
- deljeni strok (Mimosa) – deli osemenja ostanejo na plodnem peclju.

## Galerija
- Adenocarpus viscosus
- Coronilla emerus (grmičasta šmarna detelja)
- Mimosa bimucronata